# Diehl (Unternehmen)

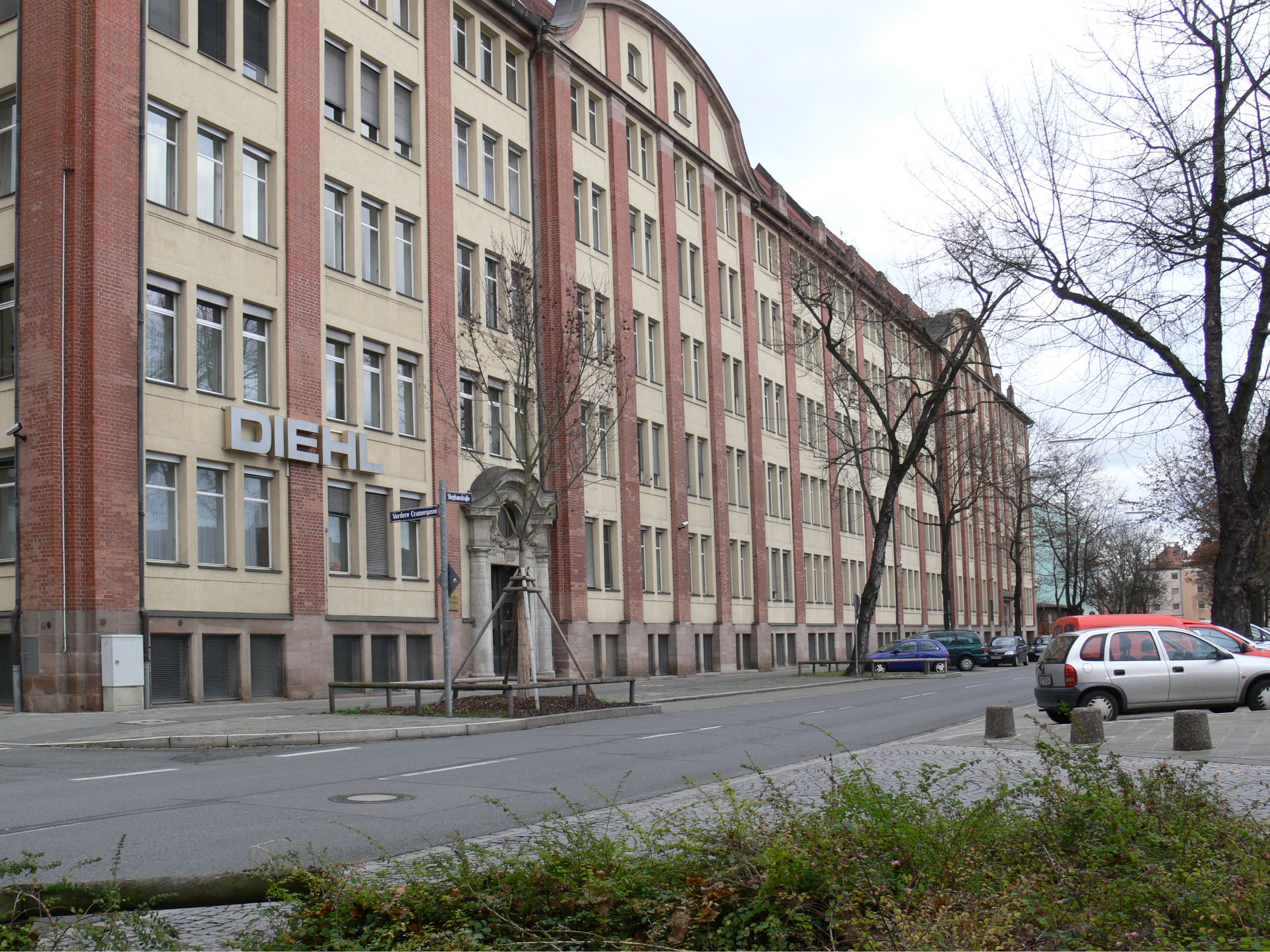
Diehl-Hauptverwaltung in Nürnberg (2006)

Diehl-Schriftzug am Hauptbahnhof Nürnberg (2010)

Die Diehl Stiftung & Co. KG ist eine deutsche Unternehmensgruppe mit Hauptsitz in Nürnberg. Der Konzern befindet sich im Besitz von sieben Mitgliedern der Familie Diehl.
Die Unternehmensgruppe ist in fünf Teilkonzerne gegliedert. Der größte Geschäftsbereich nach Umsatz war 2023 der Teilkonzern Defence (29,4 %). Weitere Bereiche sind Aviation (27,1 %), Metall (20,7 %), Controls (11,5 %) und Metering (11,3 %).

## Geschichte

### Gründerjahre
Das Unternehmen wurde am 5. September 1902 von Margarete, geb. Schmidt (* 25. August 1880 in Nürnberg; † 1953), und Heinrich Diehl (* 3. August 1878 in Kölschhausen; † 1938 in Nürnberg) als Kunstschmiede in Nürnberg gegründet. Bereits 1906 erfolgte mit dem Erwerb der Kunstgießerei Brand ein Ausbau. Neben einer Gießerei und Bearbeitungswerkstatt umfasste das Produktionsprogramm damit Beschläge, Türklinken und Kunstguss. Auch eine Handelsabteilung für Baubeschläge wurde eingerichtet. Nach einer Verlegung 1907 bestand der Betrieb aus 30 Beschäftigten.
Mit Beginn des Ersten Weltkrieges wurde die Produktion vom Kunstguss von Epitaphien zum Guss von Messingstangen umgestellt. Daraus wurden in der eigenen Gesenkschmiede Rohteile für die Munitionsfertigung gepresst, die den Anforderungen der Kriegswirtschaft entsprachen. Dies stellte für Diehl den Anfang der Metallhalbzeugproduktion dar. Der Bedarf an zusätzlicher Produktionsfläche führte 1915 zunächst zur Anmietung der Braun’schen Fabrik und 1917 zum Bau des später als Werk 1 benannten Stammbetriebes in der Äußeren Bayreuther Straße in Nürnberg.
Nachdem Heinrich Diehl als Soldat eingezogen wurde, übernahm Margarete Diehl die Geschäftsführung allein. In das Nürnberger Handelsregister wurde eine Prokura an die „Kunstgießereibesitzersehefrau Grete Diehl“ eingetragen. Dies ist für die damalige Zeit in Deutschland außergewöhnlich.

### Weimarer Republik und Zweiter Weltkrieg
Nachdem bereits 1917 ein eigenes Metall-, Guss- und Presswerk gebaut worden war, wurde in den 1920er-Jahren eine Strangpresse errichtet. Nach dem Ende des Ersten Weltkrieges waren zunächst Wasserhähne und Wasserleitungen gefragt. 1920 konnte das Unternehmen eine 300-Tonnen-Strang- und Rohrpresse anschaffen, um Vormaterial für Pressteile sowie Rohre für die Bleistiftindustrie herzustellen. Die Reichsbahn wurde zu einem großen Kunden und mit einer weiteren, größeren 1200-Tonnen-Presse wurde die Herstellung von Stangen und Rohren ausgebaut. Nach der Aufnahme der industriellen Fertigung von feinmechanischen Erzeugnissen im Werk 2 in der Stephanstraße in Nürnberg 1934 wurde 1938 ein neues Halbzeugwerk in Röthenbach an der Pegnitz gebaut. In diesem Werk 3 außerhalb von Nürnberg wurde die 3500-Tonnen-Presse in Betrieb genommen, zu diesem Zeitpunkt die größte ihrer Art in Nürnberg. Im gleichen Jahr begannen in Röthenbach an der Pegnitz die Planungen für das Werk 4, das Munition sowie Kleinteile für die Reichsbahn herstellte.
Karl Diehl trat 1930 nach dem Studium zum Diplom-Ingenieur in das Unternehmen ein. 1933 trat er der NSDAP bei (Mitgliedsnummer 2.714.742). 1938 übernahm er nach dem Tod von Heinrich Diehl gemeinsam mit seiner Mutter die Leitung des Unternehmens, das mittlerweile 2.800 Beschäftigte hatte.
Der erste Auftrag, den das Unternehmen für das NS-Regime ausführte, war die Fertigung eines Aufschlagzünders. In einem eigenen Werk wurden 20-mm-Patronen laboriert, gegen Kriegsende bis zu 1,5 Mio. Stück pro Monat. 1939 erfolgt die Einstufung des Unternehmens als kriegswichtiger Betrieb. 1943 erhielt das Unternehmen die Auszeichnung „Kriegsmusterbetrieb“.
Während des Zweiten Weltkrieges setzte das Unternehmen Kriegsgefangene und Zwangsarbeiter in seinen Werken ein, darunter den französischen Schriftsteller Claude Ollier. Das Unternehmen hat während des Zweiten Weltkriegs auch ein eigenes Außenlager des Konzentrationslagers Flossenbürg unterhalten. Ehemalige Häftlinge, die im niederschlesischen Peterswaldau für die Diehlschen Werke Zeitzünder fertigten, berichteten später vor den laufenden Kameras zweier Nürnberger Dokumentarfilmer, Jim Tobias und Bernd Siegler, man habe sie dort „wie Sklaven gehalten“. Wer entkräftet sein Plansoll verfehlt habe, sei nach Auschwitz deportiert worden.
Die Geschehnisse der Kriegsjahre ließ das Unternehmen Diehl später durch unabhängige Historiker in einer populärwissenschaftlichen Unternehmensbiografie aufarbeiten. Nachdem die Firma zunächst Leistungen an ehemalige Zwangsarbeiter stets mit dem Argument verweigert hatte, nicht sie, sondern die Bundesrepublik Deutschland sei zuständig, weil es „sich um eine staatliche Zuweisung von Arbeitskräften“ gehandelt habe, ließ das Unternehmen schließlich einen freiwilligen Fonds einrichten. Ohne einen juristisch verbindlichen Anspruch anzuerkennen, wurden zunächst jeweils 10.000 bis 15.000 Mark an 180 Jüdinnen gezahlt. Seit Gründung der Karl-Diehl-Stiftung wurden bis 2015 über 11.000 Anträge von Opfern des Unternehmens bewilligt.
Ein Luftangriff im August 1942 zerstörte einen Teil der Produktionsanlagen. Im weiteren Verlauf des Krieges wurden fast sämtliche Baulichkeiten in Röthenbach an der Pegnitz zerstört oder schwer beschädigt.

### Wiederaufbau und Expansion
Trotz schwerer Zerstörungen durch Luftangriffe und Demontage wurde nach dem Zweiten Weltkrieg die feinmechanische Fertigung sehr schnell wieder aufgenommen. Zunächst wurden Instandsetzungsarbeiten an Reichsbahnwaggons durchgeführt sowie Gebrauchsgegenstände wie Schöpfkellen und Töpfe durch Umschmelzen von Leichtmetall-Schrotten hergestellt.

#### Wecker
- 1948 kam die erste Diehl-Uhr auf den Markt, der Normalwecker.
- Ein Jahr später wurde der sehr verkaufsstarke Wecker Diletta vorgestellt.
- 1959 folgte der mini-clock, ein Wecker, von dem insgesamt 6,3 Mio. Stück hergestellt wurden.
- Ein bereits elektrischer Wecker (mit Netz-Anschluss) war der Minetto.
- Neben der eigenen Uhrenproduktion erhielt Diehl den Auftrag eines Hausgeräteherstellers, die Uhrentechnik mit Schaltvorgängen zu verbinden. Mit der Einführung der ersten vollelektronischen Herdschaltuhr 1977 wurde Diehl zum Marktführer für Herdschaltuhren.[3]

Trotz der eigenen Erfolge auf dem Uhrensektor übernahm Diehl 1956 die Aktienmehrheit an der Junghans AG, der zu diesem Zeitpunkt größten Uhrenfabrik Europas. Die gesamten Uhrenaktivitäten wurden an einem Standort gebündelt. Junghans war eines der ersten Unternehmen, das zur Gangregelung einen Quarzkristall einsetzte, dessen Schwingungen von einer integrierten Halbleiterschaltung weiterverarbeitet werden. Junghans wurde zum offiziellen Zeitmesser der Olympischen Spiele des Jahres 1972 in München.

Erste Funk-Armbanduhr der Welt von Diehl
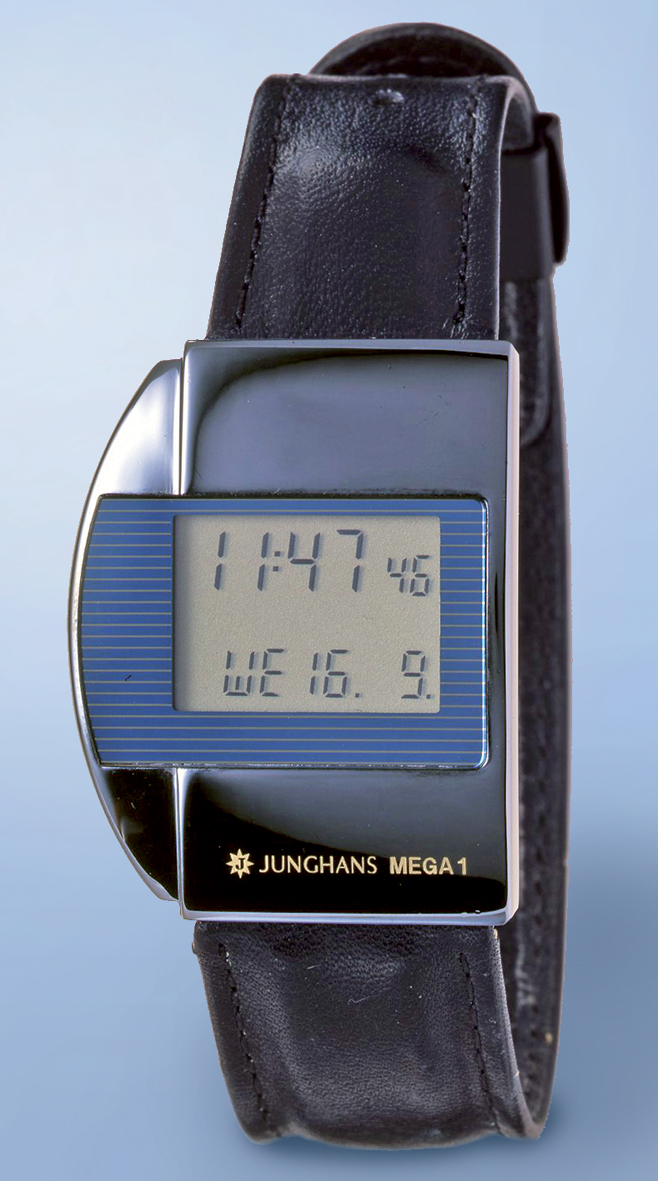
Junghans Mega 1 (digital)
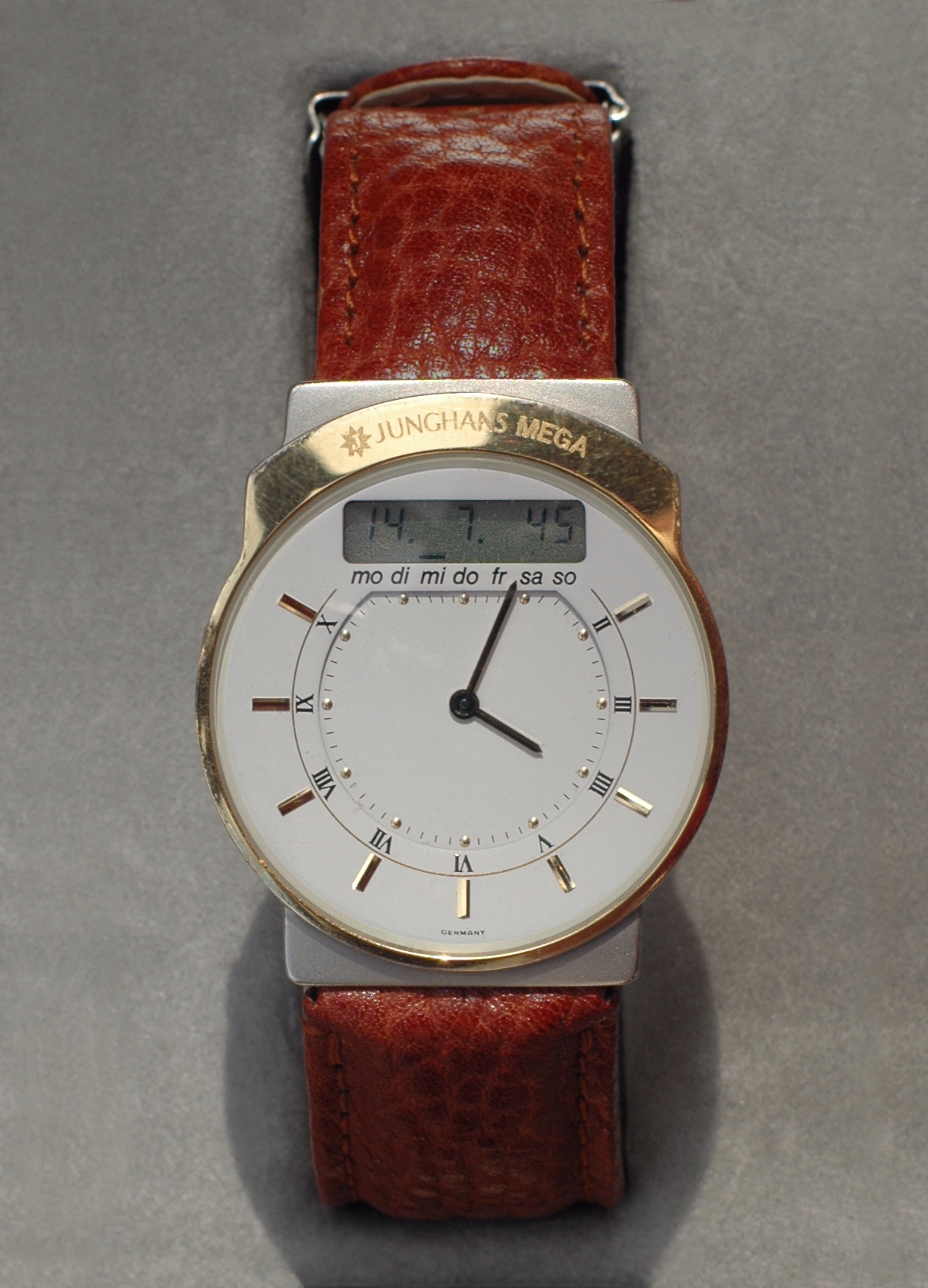
Junghans Mega (analog)

- Mit der „Mega1“ wurde 1990 die erste Funkarmbanduhr der Welt produziert (größere Funkuhren gab es schon davor). Im Folgejahr brachte die zur Unternehmensgruppe Diehl gehörende Firma Junghans auch die erste Funkarmbanduhr der Welt mit Zeigern auf den Markt.[5]

Die Uhrensparte mit der Marke Junghans verkaufte Diehl im Jahr 2000 an die EganaGoldpfeil-Holding.

#### Rechenmaschinen
Neben der Uhrenproduktion wurde noch in den 1940er Jahren die Produktion von Diehl-Rechenmaschinen aufgenommen. Die Archimedes-Rechenmaschinen wurden weiterentwickelt und produziert. Die Serienfertigung begann 1952. Mit rund 2.800 mechanischen Teilen kann die Rechenmaschine Addieren, Subtrahieren, Multiplizieren und Dividieren. Mit der transmatic kam 1963 eine druckende Vierspeziesmaschine auf den Markt. 1972 wurde die Produktion mechanischer Tischrechner eingestellt.

#### Computer

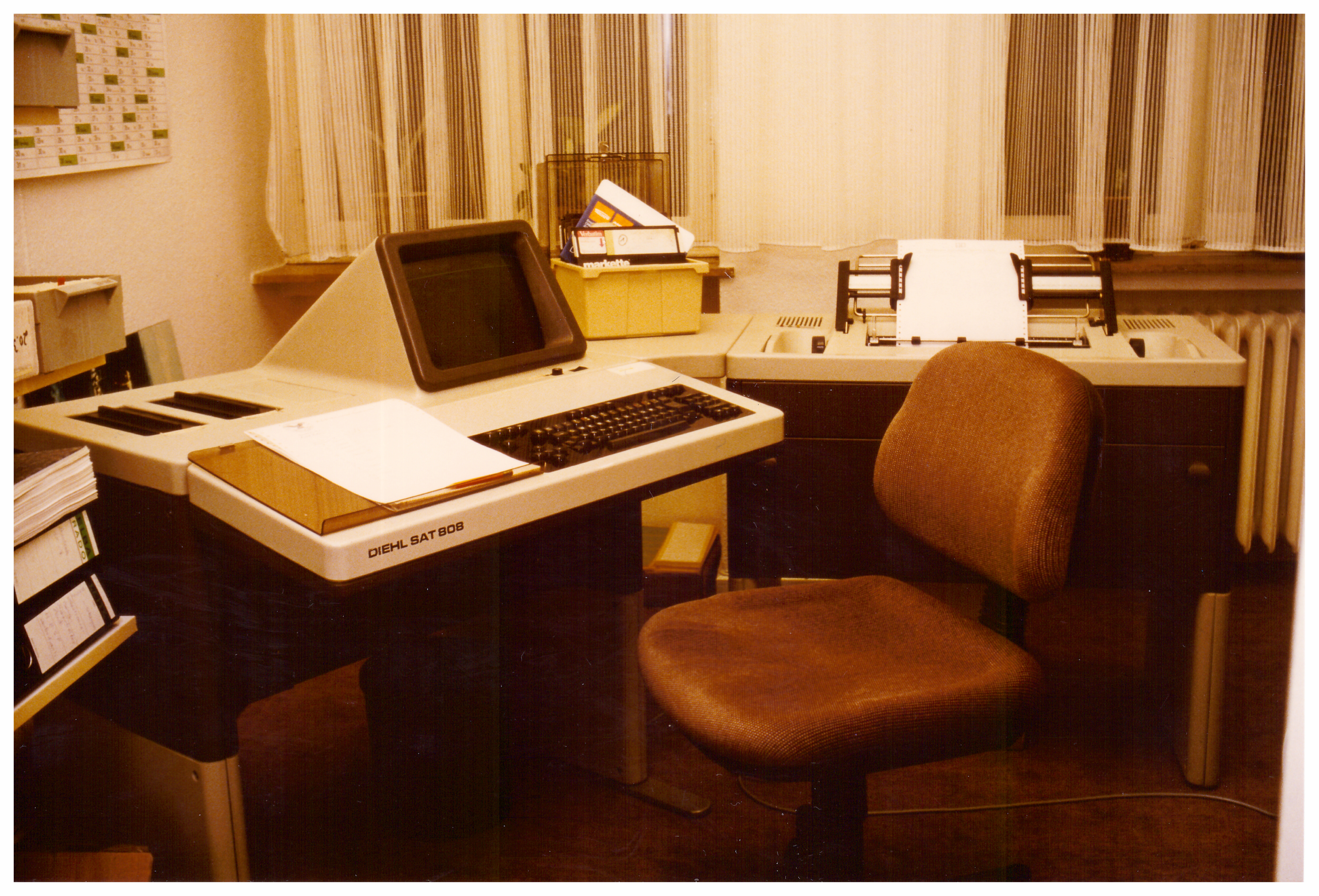
Textsystem SAT 808

Diehl beteiligte sich 1975 an der Konstanzer Computertechnik Müller (CTM), um die Arbeitsgebiete mittlere Datentechnik und Textsysteme weiter auszubauen. 1982 stellte CTM einen mehrplatzfähigen Digitalcomputer mit Winchester-Laufwerk vor; im folgenden Jahr einen 32-Bit-Digitalcomputer. 1986 wurden die Anteile an SEL verkauft.

#### Wehrtechnik
Nach dem Aufbau der Bundeswehr stieg Diehl wieder in das Wehrtechnikgeschäft ein und begann mit der Herstellung von 20- und 40-Millimeter-Munition in einem eigens dafür errichteten Werk in Röthenbach an der Pegnitz. Mit dem Erwerb einer Remscheider Gießerei kam die Herstellung von Panzerketten hinzu. Kurz darauf folgte ein Gießereibetrieb im Saarland und das neugegründete Sprengstofflaborierwerk auf dem Maasberg in Bierfeld. Mit der Übernahme der Mauser-Werke in Oberndorf 1979 wurde Diehl zum Systemhaus für Heeresausrüstung. Mauser entwickelte u. a. die 27-mm-Bordkanone für Tornado und Alpha Jet. Durch die Beendigung des Ost-West-Konflikts Anfang der neunziger Jahre und die damit notwendig gewordene Neuorientierung in der deutschen Wehrtechnik unter dem Schlagwort Friedensdividende beendete Diehl sein Engagement bei Mauser sukzessive bis 1995. In den 1980er-Jahren entwickelte sich Diehl durch die Montage des Artillerieraketensystems MLRS zu einem bedeutenden Systemanbieter; diese Stellung wurde durch die Übernahme der Bodenseewerk Gerätetechnik, dem Generalunternehmer für das europäische Produktionsprogramm des Luft-Luft-Flugkörpers Sidewinder AIM-9B und führendem Systemhaus für Lenkflugkörper, weiter ausgebaut.
Nachdem Diehl in den Anfangsjahren der Bundeswehr den Auftrag über die Wartung von Autopiloten der Noratlas-Flugzeuge erhalten hatte, waren die Luftfahrtaktivitäten durch Lizenzfertigungen ausgebaut worden. Dazu gehörten Komponenten für den Starfighter ebenso wie Prüfgeräte für das Aufklärungsprogramm AWACS. Daraus entwickelte sich die Diehl Luftfahrt Elektronik, ein Unternehmen, das als früher Partner für Airbus in den Bereichen Kabinenbeleuchtung und Notstromversorgung tätig wurde.

#### Weiteres
Weitere Erwerbungen waren 1958 das Sundwiger Messingwerk, um neben Stangen, Rohren und Schmiedeteilen auch Drähte und Bänder aus einer Hand anbieten zu können. Das Unternehmen wurde 2020 verkauft.
1979 wurde mit Comet einer der ältesten Hersteller von pyrotechnischen Erzeugnissen in Deutschland erworben. Das Unternehmen, das zusammen mit Fritz von Opel Raketenantriebe für Autos, Schienenfahrzeuge und Flugzeuge entwickelt hatte, rundete das wehrtechnische Geschäft ab. 2005 wurde Comet verkauft.

### Generationenwechsel
Zur Sicherung der Selbständigkeit und um die Unabhängigkeit des Familienunternehmens auch langfristig zu sichern, verfügte Karl Diehl 1998 die Umfirmierung der Firma in die Diehl Stiftung & Co. Die Kapitalverhältnisse blieben davon unberührt. Für die Stiftung wurde ein Aufsichtsrat eingerichtet, der zunächst nur aus den Gesellschaftern bestand, später auch durch externe Mitglieder erweitert wurde. Erster Vorsitzender des Gremiums wurde Karl Diehl.
1998 übernahm der Enkel des Gründers, Thomas Diehl, die Leitung des Unternehmens. Karl Diehl übergab im Juli 2002 den Posten des Aufsichtsratsvorsitzenden an seinen Sohn Werner. Mit seinem 62. Geburtstag am 1. Juni 2008 gab Werner Diehl den Vorsitz des Aufsichtsrates an Claus Mänz-Siebje ab, dem langjährigen Finanzvorstand und stellvertretenden Vorstandsvorsitzenden.
2012 wurde durch die Aufnahme der Kinder von Peter und Thomas Diehl die vierte Familiengeneration in den Gesellschafterkreis aufgenommen.
Peter Diehl, Gesellschafter und stellvertretender Aufsichtsratsvorsitzender der Diehl Stiftung, starb 2016 im Alter von 66 Jahren. 2017 starb mit 66 Jahren Thomas Diehl, der Gesellschafter und Vorstandsvorsitzender der Diehl Stiftung war.
Werner Diehl, Gesellschafter und stellvertretender Aufsichtsratsvorsitzender der Diehl-Gruppe, verstarb am 10. April 2025 im Alter von 78 Jahren.

### Internationalisierung
1996 übernahm Diehl die AKO-Werke GmbH & Co.KG in Wangen im Allgäu. Diese operierten jedoch zunächst weiterhin unter dem Namen AKO. Erst 2001 erfolgt die Zusammenführung unter dem Namen Diehl AKO Stiftung & Co. KG beziehungsweise Diehl Controls mit mehreren Niederlassungen im Ausland.
1996 unterzeichneten Kanada, Deutschland, Griechenland, Italien, Norwegen und Schweden eine Regierungsvereinbarung, um die Entwicklungsphase für die Luft-Luft-Flugkörperrakete kurzer Reichweite IRIS-T zu starten, nachdem diese eigenentwickelte Rakete erfolgreich getestet worden war. Das System sollte die AIM-9 Sidewinder ablösen.
Zur Ergänzung der Metallaktivitäten übernahm Diehl 1997 das französische Unternehmen Griset, einen Hersteller von Stufenbändern aus Kupfer und Kupferlegierungsbändern für die Elektronikindustrie. Zur Bearbeitung des chinesischen Markts wurde 1999 ein Schneid- und Service-Center im chinesischen Shenzhen gegründet. Ein Jahr später übernahm Diehl das US-Unternehmen The Miller Company, einen Hersteller von Kupfer- und Kupferlegierungsbändern.
2007 wurden die Luftfahrtaktivitäten von Diehl in der Diehl Aerosystems gebündelt. Ein Jahr später übernahmen Diehl und die französische Thales Group in diesen Teilkonzern auch das Airbuswerk in Laupheim.
Im April 2018 wurde die Sparte Diehl Aerosystems in Diehl Aviation umbenannt. Diese Umbenennung betraf auch die Tochterunternehmen Diehl Aircabin, Diehl Comfort Modules und Apparatebau Gauting.

### Aktuelle Entwicklungen
Der Standort Wangen des Teilkonzerns Diehl Controls wurde 2015 als „Die Fabrik des Jahres/ Global Excellence in Operations“ ausgezeichnet. Die Jury hob hervor, dass es gelungen sei, den Kernprozess der Leiterplattenbestückung in allen Dimensionen zu optimieren.
2016 wurden der Stadt Nürnberg 106 Kupferstiche und Radierungen sowie 37 Holzschnitte des Nürnberger Meisters Albrecht Dürer aus der Sammlung Karl Diehl als Geschenk übergeben. Die Sammlung der Stiche von Dürer soll dem Wunsch von Karl Diehl entsprechend dauerhaft zusammenbleiben und zugänglich sein. Der Nürnberger Oberbürgermeister Ulrich Maly bezeichnete dies als eine der bedeutendsten Kunstschenkungen, die Nürnberg jemals zuteilwurde. Die Eröffnung der Ausstellung zu Beginn nahmen der niederländische König Willem-Alexander und seine Frau Máxima vor.

## Konzernstruktur
Seit 1998 wird der Konzern als Diehl Stiftung & Co. KG geführt. Diese entstand durch Beschluss der Gesellschafter zur Umwandlung der Diehl GmbH. Die Diehl Verwaltungs-Stiftung fungiert als Komplementärin der Diehl Stiftung & Co. KG.

## Geschäftsbereiche

### Diehl Aviation
Die Diehl Aviation ist der Teilkonzern, welcher überwiegend die zivilen Luftfahrtaktivitäten der Diehl-Gruppe bündelt.
Meilensteine
1957 wurde die Aero-Dienst GmbH von Karl Diehl mit seinem Cousin Karl Heinz Schmidt gegründet. Das Unternehmen fungierte ab 1975 als exklusiver Partner für den ADAC und wurde 1998 an diesen abgegeben. Seit 1970 ist Diehl Partner von Airbus. Zu Beginn beteiligte sich Diehl Aviation im Bereich der Kabinenbeleuchtung und der Notstromversorgung an der Entwicklung der A300. Gemeinsam mit Sextant Avionique übernahm Diehl 1993 die VDO Luftfahrtgeräte, Lieferant für Display-Management-Computer für die Airbus-Familie. 2003 erhielt Diehl den Zuschlag für Basissysteme der A380, unter anderem den für die ersten vollautomatisch öffnenden Passagiertüren, die je in einem Flugzeug verbaut wurden. 2005 wurde Diehl deutscher Zulieferer für die Boeing 787 Dreamliner. Es wurde ein Kabinenbeleuchtungssystem entwickelt, mit dem unterschiedliche Lichtstimmungen erzeugt und Sonnenaufgang und -untergänge simuliert werden können. 2008 übernahmen Diehl und Thales das Airbus-Werk in Laupheim, das als Unternehmenseinheit im Teilkonzern fortan unter „Diehl Aircabin“ firmiert. Seit 2014 wird für den brasilianischen Flugzeughersteller Embraer die gesamte Kabinenbeleuchtung, das Kabinenmanagement sowie die Passenger Service Units für die neue E2-Familie entwickelt.
Profil
Diehl Aviation ist ein global tätiges Unternehmen und ein internationaler Zulieferer der ersten Ebene. Diehl Aerospace mit den Bereichen Avionik und Kabinenbeleuchtung ist ein Joint Venture von Diehl Aviation und dem französischen Unternehmen Thales. Das Portfolio von Diehl Aviation umfasst Avionik und Kabinenausstattung inklusive Bordküchen, Bordtoiletten und Monumente, Sanitärlösungen für Flugzeuge, Brandschutz, Wasserversorgung und Klimatisierungen sowie umfangreiche Retrofit-Lösungen. Zu den Kunden zählen nahezu alle namhaften Flugzeughersteller: von Airbus und Boeing über Bombardier, Embraer bis hin zu Gulfstream. Diehl Aviation ist darüber hinaus auch Lieferant für Hersteller verschiedener Militärprogramme wie Tiger, Eurofighter und A400M.
Produkte
Im zivilen Bereich erfolgen Zulieferungen für Airbus (u. a. A300/A310, A320, A330), Boeing (u. a. 737, 747, 787), Bombardier (7000/8000), Embraer (u. a. 175/190, 135), Gulfstream (G280) und im militärischen Bereich für Airbus (u. a. A400M, Tornado, Eurofighter) und Boeing (KC-46).
Produkte des zivilen Bereich sind u. a. Cabin Lining oder Multifunktions-Displays. In Zusammenarbeit mit Thales werden Multifunktionsdisplays für alle Airbus-Flugzeugtypen entwickelt. Der Aviation-Rauchmelder von Diehl Aviation basiert auf einer optischen Lichtstreuung durch Feueraerosole. Die Multisensorik-Technologie umfasst auch einen Temperatursensor. Die Sensoren sind damit die zuverlässigsten fehlalarmfreien Raucherkennungssysteme auch für unzugängliche Bereiche des Flugzeugs.
Die Erfahrungen im militärischen Bereichen reichen bis in die 1950er Jahre zurück. Diehl Aerospace ist einer der größten Ausrüster von Avionik-Systemen in Deutschland und in den Bereichen Flight Control, Engine Control, Cockpit Display Systeme, Integrierte Modulare Avionik sowie Missions- und Plattform-Avionik führend. Für den Tornado werden u. a. der ECR Computer Symbol Generator, die Digital Engine Control Unit 2020 und das Command Stability Augmentation System entwickelt. Mit dem Bölkow Bo 105 stieg Diehl in den 1960er Jahren als Zulieferer von Komponenten für Hubschrauber ein. Der leistungsstarke und weit verbreitete Mehrzweckhubschrauber profitiert dabei von Rundzeigerinstrumenten, einem künstlichen Horizont und einem Yaw Controller von Diehl Aerospace. Auch der Transporthubschrauber Sikorsky CH-53 wird mit Bauteilen von Diehl Aerospace bestückt. An dem Transportflugzeug Airbus A400M ist Diehl in erheblichem Umfang beteiligt. durch den Dual-Use-Ansatz in Verbindung mit der A380 konnten zentrale Systeme in einer zivilen und einer militärischen Variante genutzt werden. Für die KC-46A, einem Tankflugzeug auf Basis der Boeing 767, werden spezielle Lösungen für die Beleuchtung an Bord der KC-46A geliefert.
Struktur
Die Leitung des Bereiches untersteht Jörg Schuler (Sprecher), Jochen Klink (Chief Financial Officer), Harald Mehring (Chief Customer Officer) und Christoph Weigand. Neben der Hauptverwaltung am Flughafen in Laupheim gibt es weitere 22 Standorte.

### Diehl Controls
Der Teilkonzern Diehl Controls ist ein Lieferant der Appliance-Industrie. Es gehört zu den weltweit führenden Spezialisten bei der Entwicklung und Herstellung von elektronischen Baugruppen, Systemkomponenten und Antriebsumrichtern für die Hausgeräteindustrie. Zudem entwickelt und produziert das Unternehmen Hard- und Software sowie Frontend- und Backend-Anwendungen für die Vernetzung und systemübergreifende Steuerung von Industrieanlagen, dezentralen Energiemanagementlösungen und Smart-Home-Produkten.
Meilensteine
Bereits während des Zweiten Weltkriegs meldete Paul Kolb 1942 ein Elektrozaungerät, das aus dem Stromnetz gespeist wird, zum Patent an. Direkt nach dem Krieg erfolgte die Gründung von AKO (Apparatebau Paul Kolb) in Eisenharz im Allgäu. Das Unternehmen produzierte Weidezaungeräte. Nach einem starken Wachstum Anfang der 1950er Jahre startete 1955 die Produktion von Heizgeräten und Infrarotstrahlern. Ein weiteres Standbein kam 1956 hinzu: die elektrische Steuerung für den ersten Waschvollautomaten AEG-Lavamat. Die Steuerung stellte damals eine technologische Pionierleistung dar. 1980 startete die Großserie der ersten vollelektronischen Waschmaschine mit AKO-Steuerung. Bereits 1981 wurde mit etwa 1.100 Mitarbeiter ein Umsatz von 100 Millionen DM erwirtschaftet. Seit 1995 gehört AKO zu Diehl. Im Rahmen der Internationalisierung wurden ab 1998 Standorte in Polen, China und Mexiko aufgebaut. Gleichzeitig erfolgte der Ausbau am Standort Wangen. Seit 2005 kamen neue Geschäftsfelder hinzu, wie Smart-Home-Techniken für die Vernetzung und systemübergreifende Steuerung der Gebäudetechnik.
Produkte
Das Unternehmen zählt zu den Anbietern von Antriebssysteme für die Weiße-Ware-Industrie und bei Klima- und Energielösungen, die – auf Umrichtertechnik basierend – angeboten werden. Mehr als sechs Millionen Umrichter werden derzeit jährlich produziert. Diese und andere Elektronik werden für Hausgeräte als auch für Anwendungen im Bereich HVAC/R (z. B.: Wärmepumpe, Klimagerät, Kühltheke) und Professional Appliance (z. B.: Backofen, Dampfgarer, Kochschrank) eingesetzt. Ein weiteres Betätigungsfeld sind Steuerungen und User Interfaces für Haushaltsgeräte und artverwandte Anwendungen sowie Bedien- und Anzeigetechnologien wie TFT-Displays mit Touch-Technologie.
Struktur
Der Bereichsvorstand besteht aus Carsten Wolff (Sprecher), Josef Fellner und Dirk Fricke. Der Stammsitz befindet sich in Wangen im Allgäu. Dort sind nicht nur sämtliche Geschäftsaktivitäten des Bereichs Appliance angesiedelt, sondern auch das Entwicklungs- und Fertigungszentrum für den Bereich Connectivity Solutions. Auf insgesamt rund 7.000 Quadratmetern Produktionsfläche werden in Wangen jährlich acht Millionen Einheiten angefertigt.
Internationale Niederlassungen bestehen in Europa, Asien, Südamerika und den USA.

### Diehl Defence
Diehl Defence liefert Ausrüstung für den Verteidigungsbereich. Das Portfolio umfasst Entwicklung und Fertigung von Lenkflugkörpern und Munition für Heer, Luftwaffe und Marine. Neben Systemlösungen für die bodengebundene Luftverteidigung werden Lösungen auf den Gebieten Aufklärung, Überwachung, Training und Schutz angeboten. Mit dem Unternehmen AIM Infrarot-Module werden Infrarotdetektoren und Wärmebildgeräte sowie Stirling-Kühlmaschinen gefertigt. Unter dem Markenzeichen Junghans Defence agiert der Weltmarktführer im Bereich Munitionszünder und Sicherungseinrichtungen. Die Diehl Energy Products GmbH stellt wehrtechnische Batteriesysteme her.
Produkte
Zu den Produkten zählen Lenkflugkörper, Luftverteidigungssysteme, Munition, Aufklärung und Schutz, Training, Komponenten und Verpackungen.
Die Sidewinder ist ein von der U.S. Navy entwickelter Luft-Luft-Lenkflugkörper für die Bewaffnung von Kampfflugzeugen. Als europäischer Generalunternehmer produziert Diehl Defence seit den 1960er Jahren den Flugkörper in Lizenz in mehreren Ausführungen. Dabei wird die Wartung und Modernisierung für die Typenreihe AIM-9L weltweit angeboten.
Für das Taktische Luftverteidigungssystem der Bundeswehr entwickelte Diehl Defence den Boden-Luft-Flugkörper IRIS-T SL, eine neue Version der heute weltweit im Einsatz befindlichen Fighter-Bewaffnung IRIS-T. Aktuell wird das schwedische Heer mit dem Short Range Air Defence System IRIS-T SLS ausgerüstet.
Der Beschuss militärischer Fahrzeuge durch Panzerabwehrhandwaffen ist in militärischen Einsätzen eine große Bedrohung, die durch passive Maßnahmen zum Schutz von Besatzung und Fahrzeug nicht beherrscht wird. Im Rahmen seiner Forschungs- und Entwicklungsaktivitäten konzentrierte sich Diehl Defence auf die Entwicklung von abstandsaktiven Fahrzeugschutzsysteme. Das werferbasierte AVePS (Active Vehicle Protection System) kann dabei das gesamte Bedrohungsspektrum von Panzerabwehr-Handwaffen bis zu modernen Flugkörpern bekämpfen. Auf Fahrzeugen der Typen Leopard 2, M113 und FUCHS wurden Prototypen auf ihre Leistungsfähigkeit hin erfolgreich getestet.
Struktur
Der Bereichsvorstand wird gebildet durch Helmut Rauch (Sprecher), Thomas Bodenmüller, Harald Buschek und Nicolai Künzner. Sitz der Hauptverwaltung ist Überlingen. Insgesamt werden 18 Standorte unterhalten. Der Unternehmensbereich ist u. a. Mitglied im Bundesverband der Deutschen Industrie, dem Bundesverband der deutschen Luft- und Raumfahrtindustrie, dem Bundesverband der deutschen Sicherheits- und Verteidigungsindustrie und der Deutschen Gesellschaft für Luft- und Raumfahrt.

### Diehl Metall
Der Teilkonzern Diehl Metall ist ein internationaler Hersteller von Halbzeugen, Schmiedeteilen und Walzfabrikaten, Hochpräzisionsstanzteilen mit Oberflächenbeschichtungen sowie Einpresszonen und Metall-Kunststoff Verbundsystemen.
Profil
Diehl Metall stellt Produkte im Bereich der Metallverarbeitung her, die weltweit für den Ausbau der Infrastruktur eingesetzt werden. Als internationaler Technologie-Hersteller von Stangen, Rohren und Profilen, Synchronringen aus Sondermessing und Stahl sowie von Metall-Kunststoff Verbundsystemen vollständig aus der eigenen Wertschöpfungskette zählt Diehl Metall weltweit zu den Marktführern. Diehl Metall betreibt Werkstoffentwicklung und -erzeugung, Blechumform- und Schmiedetechnik sowie Oberflächen-, Stanz-, Einpress-, Umspritz- und Montagetechnik vollständig im eigenen Unternehmen.
Meilensteine
2014 wurden alternative Oberflächen entwickelt, um die gesteigerten Anforderungen nach bleifreien Oberflächen bei Einpresskontakten gerecht zu werden. Bei der Produktion von Kontaktteilen mit Schempp+Decker-Einpresszonen wurde 2014 erstmals die Stückzahl von 2 Milliarden Teilen überschritten. 2015 erfolgte eine Auszeichnung durch Bosch mit dem Preferred-Supplier-Status. Im Jahr 2016 werden bei Diehl SynchroTec 27,3 Millionen Stahl- und Messing-Synchronringe für den asiatischen Markt produziert.
Produkte
In der Markenwelt von Diehl Metall und den Bereichen Automotive, Heizung & Sanitär, Elektro und Maschinenbau werden mehrere Produktlinien vertrieben. Eine davon ist Formed@Diehl mit der klassischen Produktion von geschmiedeten Messing-Synchronringen als auch die Kaltumformung von Stahl-Synchronringen. Diehl BlackLine steht für Hochleistungs-Carbonreibbeläge. Die Schempp+Decker Einpresszonen stehen für eine lötfreie Verbindungstechnik, die den Anforderungen der Automobilindustrie gerecht werden. Cuphin ist ein bleifreier Kupferwerkstoff, der speziell für die Anforderungen der Trinkwasserinstallation entwickelt wurde. Mit Aqcuarin steht ein entzinkungsbeständiger Werkstoff mit reduziertem Bleianteil zur Verfügung. Die Legierung wurde entwickelt, um die aktuellen Anforderungen für Trinkwasserinstallationen zu erfüllen. In den Vereinigten Staaten von Amerika regelt der Safe Drinking Water Act u. a. die korrekte Auswahl von geeigneten Werkstoffen und Produkten für die Trinkwasserinstallation. Die Legierungsfamilie Ecomerica umfasst bleiarme Messinglegierungen, die speziell für die amerikanischen Anforderungen entwickelt wurden. Die Legierungsfamilie Tec.Pure umfasst bleifreie Sondermessinge für die Elektroindustrie. Diese Werkstoffe werden insbesondere für reibverschleißbeanspruchte Bauteile bei hohen Arbeitstemperaturen oder unter Mangelschmierbedingungen eingesetzt. Typische Anwendungen sind Bauteile wie Gleitsteine oder Gleitlager.
Struktur
Der Bereichsvorstand wird gebildet von Dieter Landgraf und Markus Krog. Neben dem Hauptsitz in Röthenbach a.d. Pegnitz bestehen 15 weitere Standorte.

### Diehl Metering
Der Teilkonzern Diehl Metering liefert Lösungen für die intelligente Nutzung von Wasser, thermischer Energie, Gas und Strom. Das Unternehmen bietet Versorgungsunternehmen Smart-Metering-Lösungen durch die Vernetzung verschiedener Messgeräte zu größeren Datenplattformen an. Die Produkte ermöglichen Effizienzsteigerungen bei Ablese-, Abrechnungs- und Dienstleistungsprozessen. Smart Metering ist dabei ein wichtiger Bestandteil komplexer Smart-City-Konzepte.
Meilensteine
Bereits 1862 wurde die Firma Neptun in Breslau als Gießerei von Armaturen für Wasser- und Gasinstallationen gegründet. 1912 erfolgte die Umbenennung des Unternehmens in Hydrometer Breslauer Wassermesserfabrik. 1951 wurde Ansbach neuer Firmensitz von Hydrometer. Der Umzug ermöglichte mehr Raum, technologische Möglichkeiten und strategische Perspektiven, um sich zu entwickeln. Bis heute arbeiten dort rund 480 Mitarbeiter in den Bereichen Entwicklung, Fertigung und Vertrieb. 1970 wurde der 1.000.000ste Wasserzähler produziert, 19 Jahre später der 4.000.000ste. Nach der Wiedervereinigung wurde in Apolda 1991 eine Produktionsstätte für die Großserienfertigung von Wohnungswasserzählern aufgebaut. 2003 wurde die bislang im privaten Formenkreis der Familie Diehl geführte Firma Hydrometer in die Diehl-Gruppe eingegliedert. Seit 2010 wird die Hydrometer-Gruppe unter dem Namen Diehl Metering im Konzern weitergeführt. Im Rahmen der internationalen Ausrichtung erfolgte 2015 der Aufbau von Diehl Metering in Singapur, 2016 in Schweden und Madrid und 2017 in Naperville (USA).
Produkte
Diehl Metering bietet ein breites Spektrum an Dienstleistungen an. Dabei sind intelligente Zähler für Wasser, thermische Energie, Gas und Strom; Systemlösungen für die uneingeschränkte Kommunikation von Komponenten in Funk- oder Kabelnetzen; Softwarelösungen von der Auslesung bis zum Energiedatenmanagement; Dienstleistungen für das Zähler-, System- und Datenmanagement. Die offene und standardisierte Kommunikationstechnologie Open Metering System Spezifikation sorgt dabei für die nahtlose Einbindung in die bestehende Infrastruktur. Pro Jahr werden mehr als 7 Millionen Messgeräte und 4,6 Millionen Funkmodule gefertigt.
Struktur
Der Bereichsvorstand wird gebildet durch Christof Bosbach (Sprecher), Annette Geuther, Reiner Edel und Jean Claude Luttringer. Hauptsitz von Diehl Metering ist Ansbach. In den insgesamt 16 Standorten sind 14 verschiedene Unternehmenseinheiten angesiedelt.

## Tochterunternehmen (Auswahl)

### Diehl Ausbildung
Mit der Diehl Ausbildung werden über 500 Nachwuchskräfte in 20 Ausbildungsberufen und in mehr als 15 unterschiedlichen Dualen Studiengängen ausgebildet. In jedem Ausbildungsjahr beginnen bei der Gruppe etwa 140 Lehrlinge ihre Ausbildung. Im Bereich des Dualen Studiums wird mit der Dualen Hochschule Baden-Württemberg (DHBW) und der Technischen Hochschule Nürnberg Georg Simon Ohm (TH Nürnberg) zusammengearbeitet. Im Rahmen der Kooperation wird während des dreijährigen Studiums abwechselnd studiert und am jeweiligen Standort gearbeitet. Damit werden theoretische und praktische Inhalte integriert.
Seit einigen Jahren wird für Mädchen das Technik-Camp angeboten. Organisiert wird es gemeinsam mit dem Bildungswerk der Bayerischen Wirtschaft. Im Jahr 2020 fand pandemiebedingt das erste Digitale Mädchen für Technik Camp statt.

### Diehl Ventures
Die Diehl Ventures mit Sitz in Nürnberg wurde 2015 als Tochterunternehmen der Diehl-Gruppe im Bereich der Wertschöpfungskette gegründet. Ihr Profil besteht in der Unterstützung von Start-ups, um Innovationen voranzutreiben und neue, zukunftsträchtige Technologien zu fördern. Als Corporate Venture Capital-Gesellschaft wird primär in technologiegetriebene Start-ups mit Wachstumspotenzial in den Tätigkeitsfeldern der fünf Teilkonzerne investiert. Bevorzugt erfolgen die Investitionen in junge Unternehmen, die bereits erste Prototypen, Produkte und schon erste Umsätze vorweisen können und unterstützt als strategischer Partner. Ein aktuelles Investment ist RocketHome, das cloud-basierte IoT-Lösungen anbietet.

## Soziales Engagement

### Heinrich-Diehl-Gedächtnisfonds
Aus Anlass des 50-jährigen Firmenjubiläum wurde 1952 der Heinrich-Diehl-Gedächtnisfonds gegründet. Karl Diehl richtete damit eine freiwillige betriebliche Altersversorgung für verdiente Ruheständler des Unternehmens im Angedenken an seinen Vater, den Firmengründer Heinrich Diehl, ein. Der Fonds steht dabei nur Mitarbeitern offen und gewährleistet bis heute eine zusätzliche Altersabsicherung.

### Karl-Diehl-Stiftung
Die Karl-Diehl-Stiftung wurde 1987 aus Anlass des 80. Geburtstags von Karl Diehl ins Leben gerufen hat. Die Karl-Diehl-Stiftung sieht Hilfen für in Not geratene Mitarbeiter und deren Angehörigen vor. Auch Einwohner der Stadt Nürnberg und des Landkreises Nürnberg können eine Förderung erfahren. Die Stiftung hat seit ihrer Gründung bis 2015 über 11.000 Anträge bewilligt.

### Irmgard-Diehl-Stiftung
Die Irmgard Diehl Kinderstiftung wurde 2008 gegründet. Auf Initiative von Werner Diehl, dem stellvertretenden Aufsichtsratsvorsitzenden des Unternehmens, erfolgte die Gründung der Kinderstiftung. Er widmete die Stiftung seiner Mutter, Irmgard Diehl, der 1965 verstorbenen Ehefrau von Karl Diehl. Die mit einem Grundstockvermögen von einer Million Euro ausgestattete Stiftung unterstützt missbrauchte, traumatisierte, sozial benachteiligte, kranke und behinderte Jugendliche aus dem Raum Mittelfranken, Oberfranken und Schwaben. Finanziert werden Behandlungen im medizinisch und therapeutischen Sektor, insbesondere Heilmethoden mit Pferden, Hunden, Delphinen und mit Musik. Außerdem stellt die Stiftung den Kinderdorf-Familien des Albert-Schweitzer-Familienwerks in Rückersdorf langfristig die Immobilien zu günstigen Bedingungen zur Verfügung.

## Kritik

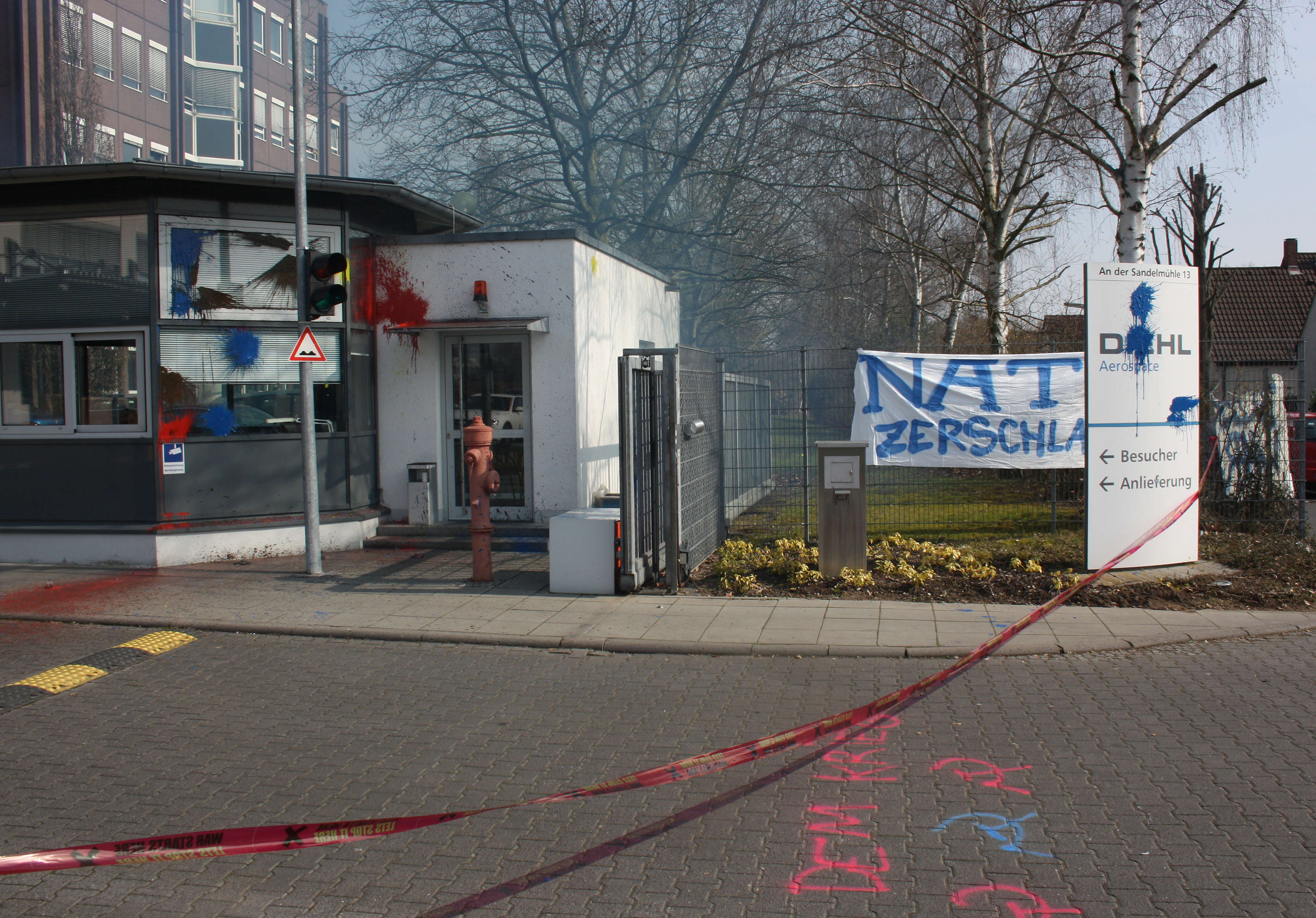
Niederlassung in Frankfurt, 2015 von Antimilitaristen beschmutzt

Die Diehl-Gruppe geriet wegen der Munitionsproduktion der Tochter Diehl Defence in die öffentliche Kritik. Im Juli 2008 erwirkte Diehl eine einstweilige Verfügung gegen den Journalisten Stefan Aigner, der das Unternehmen als Hersteller von Streumunition bezeichnet hatte, wobei er sich auf die „Punktzielmunition“ SMArt 155 bezog.
Streumunition ist nach dem Oslo-Abkommen zum Verbot von Streubomben international geächtet. Dieses Übereinkommen enthält jedoch spezielle Ausnahmeregelungen, wonach SMArt 155 nicht als (verbotene) Streumunition im „klassischen Sinn“, sondern als „intelligente Submunition“ klassifiziert wird.
Dies stellt jedoch ausdrücklich keine völkerrechtliche Definition des Begriffes „Streumunition“ dar.
Die Vereinten Nationen sehen Munition bereits dann als Streumunition an, wenn sich aus einem Hauptgeschoss kleinere Geschosse herauslösen.
Der Prozess vor dem Landgericht München I endete am 2. März 2009 mit einem Vergleich. Im Verlauf des Prozesses führte der Richter aus, dass SMArt 155 als Streumunition bezeichnet werden dürfe, sofern zwischen ihr und anderen Typen von Streumunition differenziert werde.